# Montgomery Clift
Edward Montgomery Clift (17. října 1920 Omaha – 23. července 1966 New York) byl americký herec, jehož sláva vrcholila v 50. letech 20. století. Často byl spolu s Jamesem Deanem a Marlonem Brandem označován za prototyp nové hollywoodské hvězdy té doby, rebelštější a méně uhlazený než v klasické éře.

## Život

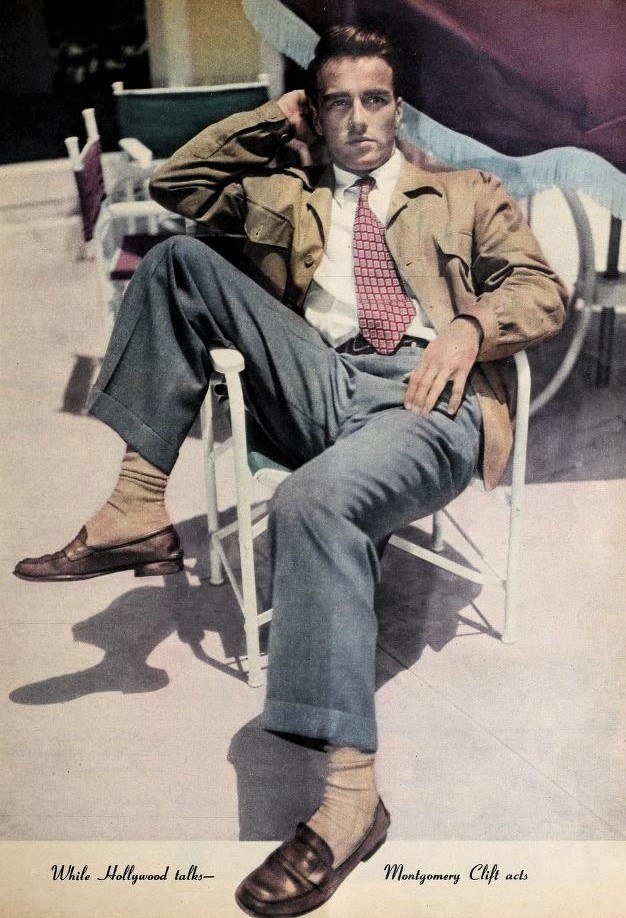
Montgomery Clift v roce 1948

Narodil se 17. října 1920 v Omaze jako syn viceprezidenta společnosti Omaha National Trust Company Williama Brookse Clifta a Ethel Fogg Cliftové (rodným jménem Andersonová). Montgomery Clift měl také sestru (dvojče) Robertu a staršího bratra Williama Brookse Jr.
Díky finanční podpoře jeho otce se mu dostalo soukromého vyučování a během několika cest po Evropě i Americe se naučil hovořit plynně německy i francouzsky. Po nástupu velké hospodářské krize, která zruinovala i jeho otce, se však musel s rodinou přestěhovat do Chicaga a odtud následně až do Sarasoty na Floridě. První profesionální roli získal právě zde, ve hře Fly Away Home a v hraní pokračoval v divadle ve Stockbridge (Connecticut). V roce 1935 (ve svých 14 letech) již hrál na Broadwayi, kde slavil úspěch v roli Toníka v Čapkově Matce.
Třikrát byl nominován na Oscara za výkon v hlavní roli - již za svou vůbec první filmovou roli ve snímku Poznamenaní (1948), za roli dělníka George Estmana v dramatu Místo na výsluní (1951) a za roli ve filmu Odtud až na věčnost z roku 1953. Tento snímek znamenal Cliftův vrchol, vyvrcholila jím éra, kdy hrál mladé, bouřící se, charizmatické muže.
Tato etapa byla násilně přerušena roku 1956, kdy havaroval se svým automobilem. Část jeho obličeje ochrnula, navíc se proměnil i psychicky, když se stal po havárii závislým na alkoholu a lécích proti bolesti. Tím se změnil charakter jeho rolí, ale stále dostával velké příležitosti (Mladí Lvi, Suddenly, Last Summer, Divoká řeka, Mustangové, Freud: Tajná vášeň). K nejoceňovanějším výkonům druhé etapy jeho kariéry patří role Rudolpha Petersena v dramatu Norimberský proces, za ni byl nominován na Oscara za výkon ve vedlejší roli, stejně jako na Zlatý glóbus a cenu BAFTA. Ani tentokrát však žádnou cenu nezískal, tak jako po celou svou kariéru.
Měl homosexuální vztahy, ale i vztahy se ženami, média ráda spekulovala zejména o jeho vztahu se slavnou herečkou Elizabeth Taylorovou, která byla jeho nejbližší přítelkyní až do smrti a hodně mu pomohla po jeho nehodě. Proslul větou "v posteli mám rád muže, ale miluji jen ženy".
Zemřel v 45 letech, na srdeční selhání, patrně po předávkování léky či drogami.
Píseň The Right Profile skupiny The Clash na jejich albu London Calling pojednává o Cliftovi, jeho ochrnuté tváři a drogové závislosti.

## Filmografie (kompletní)

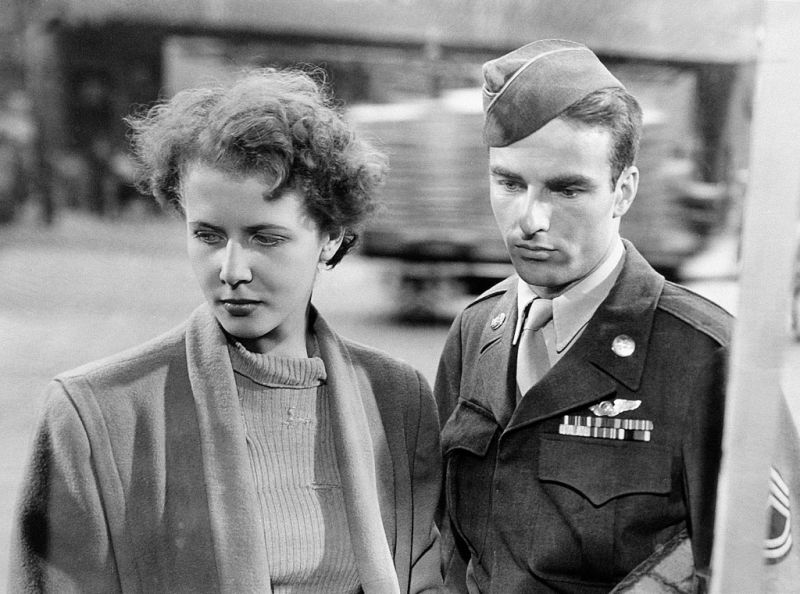
S Cornell Borchersovou ve filmu Letecký most (1950)

- 1939 Hay Fever (režie Ed Sobol) – TV film
- 1948 Poznamenaní (režie Fred Zinnemann)
- 1948 Červená řeka (režie Arthur Rosson a Howard Hawks)
- 1949 Dědička (režie William Wyler)
- 1950 Letecký most (režie George Seaton)
- 1951 Místo na výsluní (režie George Stevens)
- 1953 Zpovídám se (režie Alfred Hitchcock)
- 1953 Hlavní nádraží (režie Vittorio De Sica)
- 1953 Odtud až na věčnost (režie Fred Zinnemann)
- 1957 Raintree County (režie Edward Dmytryk)
- 1958 Mladí lvi (režie Edward Dmytryk)
- 1958 Lonelyhearts (režie Vincent J. Donehue)
- 1959 Suddenly, Last Summer (režie Joseph L. Mankiewicz)
- 1960 Divoká řeka (režie Elia Kazan)
- 1961 Mustangové (režie John Huston)
- 1961 Norimberský proces (režie Stanley Kramer)
- 1962 Freud: Tajná vášeň (režie John Huston)
- 1966 L'espion (režie Raoul Lévy)